# Доміцій Модест
Доміцій Модест (*Domitius Modestus, д/н — після 371) — державний діяч Римської імперії.

## Життєпис
За походженням був арабом. Розпочав службу за часів імператора Констанція II. Спочатку був нотарієм. Є згадка, що у 357 році був помічником преторіанського префекта на Сході Анатолії. У 358 році призначається комітом Сходу. У 359 році очолив Скіфопольський процес над обвинуваченими в злочинах проти імператора Констанція II, де виявив жорстокість до звинувачених.
362 року після сходження на трон Юліана був призначений міським префектом Константинополя, хоча в цей час перебував в Антіохії. Після смерті імператора 363 року втратив цю посаду.
369 року імператор Валент призначив Модеста преторіанським префектом Сходу. У 371 році Доміцій Модест був призначений в якості очільника комісії, яка повинна була розслідувати звинувачення стосовно вищих командуючих з приводу насилання чаклунства проти імператора. Модест діяв дуже жорстоко і катував невинних людей, тим самим отримуючи від них неправдиві визнання. Ймовірно в нагороду за це він був призначений консулом на 372 рік (разом з Флавієм Арінфеєм). На посаді преторіанського префекта завершив будівництво Cisterna Modestiaca, будівництво якого було розпочато 363 року.
Приблизно в 370-х роках хрестився, ставши аріанином. Валент відправив його зустрітися з єпископом Василем Кесарійським як посередником між двома протилежними християнськими конфесіями, але Василь відмовився від зустрічі. Потім Валент наказав Модесту застосувати насильство проти єпископа, але він цього не зробив. 377 року перестав бути префектом. Подальша доля Модеста невідома.

## Родина
- Інфантій, консуляр Сирії в 390 році